# Stig Thorsboe
Stig Thorsboe (født 7. februar 1948) er en dansk manuskriptforfatter og dramatiker. Han havde et mangeårigt samarbejde med broderen Peter Thorsboe om teater, film og romanen Den svindske affære fra 1977 samt TV-serierne Station 13 fra 1985, Blændet fra 1988 og Landsbyen fra 1990. Herefter var han hovedforfatter på TV-serien TAXA fra 1996 samt episodeforfatter til TV-serien Rejseholdet fra 2000, der modtog prisen som "Årets Drama" ved TV Prisen adskillige gange og en Emmy Award for bedste internationale dramaserie. Thorsboe skabte derefter TV-serien Krøniken fra 2004, en serie han skrev sammen med hustruen Hanna Lundblad. Krøniken blev nomineret til en international Emmy i 2004 og opnåede det højst målte seertal i Danmark siden man begyndte at måle i 1992 (afsnit 10 set af over 2,7 mio.). Samarbejdet med Hanna Lundblad er fortsat på TV-serierne Lykke fra 2011 og Badehotellet fra 2014, som de har skabt og skrevet sammen. Badehotellet har opnået den højeste vurdering af alle TV2's TV-serier.[kilde mangler]
Stig Thorsboe bor og arbejder i København.

## Filmografi
Manuskript
- Kurt og Valde (1983, spillefilm)
- Hver dag forsvinder (1984, TV-film)
- Anthonsen (1984)
- Station 13 (1988-1989)
- Blændet (1992, miniserie)
- Landsbyen (1991-1996)
- TAXA (1997-1999)
- Rejseholdet (2000-2004)
- Krøniken (2004-2006)
- Lykke (2011-2012)
- Badehotellet (2013-2024)